# عثمان باکال
عثمان باکال (هلندی: Otman Bakkal؛ زادهٔ ۲۷ فوریهٔ ۱۹۸۵) بازیکن فوتبال اهل هلند است.

## باشگاهی
از باشگاه‌هایی که در آن بازی کرده‌است می‌توان به باشگاه فوتبال پی‌اس‌وی آیندهوون، باشگاه فوتبال دینامو مسکو، باشگاه فوتبال فاینورد، باشگاه فوتبال توئنته و باشگاه فوتبال فاینورد اشاره کرد.

## تیم ملی
وی همچنین در تیم‌های ملی فوتبال تیم ملی فوتبال زیر ۲۱ سال هلند و تیم ملی فوتبال هلند بازی کرده‌است.